# Авантон
Авантон (фр. Avanton) насеље је и општина у западној Француској у региону Поату-Шарант, у департману Вијена која припада префектури Поатје.
По подацима из 2011. године у општини је живело 1.845 становника, а густина насељености је износила 170,83 становника/km². Општина се простире на површини од 10,8 km². Налази се на средњој надморској висини од 115 метара (максималној 132 m, а минималној 98 m).

## Демографија
| 1962. | 1968. | 1975. | 1982. | 1990. | 1999. | 2011. |
| ----- | ----- | ----- | ----- | ----- | ----- | ----- |
| 570   | 640   | 817   | 1.120 | 1.164 | 1.414 | 1.845 |

График промене броја становника у току последњих година